# Coleophora quadruplex
Coleophora quadruplex é uma espécie de mariposa do gênero Coleophora pertencente à família Coleophoridae.